# Halo: Combat Evolved
Halo: Combat Evolved — відеогра жанру шутера від першої особи, розроблена студією Bungie та випущена 15 листопада 2001 року компанією Microsoft. Початково гра вийшла для ігрової приставки Xbox. Через 2 роки, у вересні-грудні 2003, була портована для ПК під Windows і Mac OS. У 2011 році було випущено перевидання цієї гри для Xbox 360 і Xbox One під назвою Halo: Combat Evolved Anniversary, що має вдосконалену графіку та розширений додатковими відео сюжет. У 2020 році перевидання також вийшло на Windows у складі збірки Halo: The Master Chief Collection.
Сюжет гри оповідає про участь елітного бійця Майстра Чіфа у війні проти релігійно-політичного союзу іншопланетян під назвою Ковенант у 2552 році. Людство здає у цій війні позиції, але розробляє програму генетично вдосконалених бійців Spartan II, на яку покладає надії переломити хід конфлікту. Захищаючи людство, один з таких бійців, Чіф, відкриває існування велетенської священної для Ковенанту споруди — Гало, яку ті прагнуть активувати. Проте Гало виявляється джерелом загрози для всього розумного життя галактики, як людей, так і Ковенанту.

## Ігровий процес

Майстер Чіф у бою з Ковенантом

### Основи
Гравець виступає в ролі бійця з позивним Майстер Чіф або інакше Джон-117, що просувається сюжетом, знищуючи ворогів шляхом стрілянини. Він може мати при собі тільки два види стрілецької зброї і два типи гранат, по 4 кожного. Вся зброя поділяється на людську і ковенантську, зі своїми особливостями. Вогнепальна зброя людей неефективна проти силових полів, але ефективна проти незахищених тіл. Енергетична зброя Ковенанту — навпаки, легше пробиває поля. Майстер Чіф може підбирати і використовувати будь-яку зброю, окрім енергетичних мечів і паливних гармат Ковенанту — вони вимикаються або вибухають після смерті власників. Конвенантські плазмові гранати можуть «прилипати» до живих істот і транспорту. Також Чіф може керувати різноманітними транспортними засобами як стрілець або пілот.
Броня Майстра Чіфа генерує власне силове поле, яке захищає його від ушкоджень. Поле слабшає від пострілів, ударів і вибухів, але поступово відновлюється, коли атаки чи дія шкідливих факторів припиняється. Здоров'я можна відновлювати аптечками.
Гра має чотири рівня складності (Легкий, Звичайний, Героїчний і Легендарний). Однокористувацький сюжетний режим налічує 10 місій. У багатокористувацькому двоє гравців можуть змагатися в режимі розділеного екрана. При грі через мережу максимальна кількість гравців складає 16. Для багатокористувацького режиму відведено 13 карт в оригінальній грі та ще 6 для версії на Windows і Mac OS. Він має шість типів гри, стандартних для багатокористувацьких режимів: Slayer, Oddball, Capture The Flag, King of the Hill та Race.

### Зброя
ККОН:
- Автоматичний пістолет M6D (англ. Pistol M6D) — точна та потужна зброя, що стріляє розривними кулями, яких в магазині 12. Також має оптичний приціл (2x). Максимальний запас — 120 набоїв.
- Штурмова гвинтівка MA5B (англ. Assault Rifle MA5B) — стандартна зброя піхоти, ефективна на близьких і середніх дистанціях; має невеликий дисплей з лічильником набоїв і вказівником цілі місії. У магазині 60 набоїв калібру 7.62 мм. Максимальний запас — 600 набоїв.
- Дробовик M90 (англ. Shotgun M90) — зброя для близьких відстаней, неточна, проте особливо ефективна проти Потопу, що нападає групами; кількість набоїв у магазині — 12 Максимальний запас — 60 набоїв.
- Снайперська гвинтівка S2 AM (англ. Sniper Rifle S2 AM) — стріляє бронебійними реактивними снарядами на далеку відстань (до 500 м). У магазині всього 4 снаряди. Гвинтівка має оптичний приціл (2x і 8x). Снаряди здатні вражати кілька цілей уздовж своєї траєкторії. Приціл має прилад нічного бачення. Максимальний запас — 60 набоїв (реалізовано тільки на початку третьої місії Halo: Combat Evolved). У всіх інших місіях Halo: Combat Evolved максимальний запас — 24 набої.
- Переносна ракетниця M19 SSM (англ. Rocket Launcher M19 SSM) — двозарядна установка, що стріляє потужними протитанковими ракетами та ефективна як проти техніки, так і проти груп ворогів. Має оптичний приціл (2x). Максимальний боєзапас — 10 ракет.
- Вогнемет (англ. Flamethrower) — наявна тільки в мультиплеєрі для ПК зброя, вражає противників струменем палаючої суміші, що продовжує горіти на них, завдаючи ушкоджень. В запасі містить 100 одиниць пального.

Ковенант:
- Енергетичний меч (англ. Energy Sword) — винятково ефективна зброя для ближнього бою, однак вимагає живлення від батареї по 10  % за кожне вбивство. Використовується тільки високорівневими елітами. В цій грі вибухає після смерті власника і тому не може бути взята гравцем.
- Плазмовий пістолет (англ. Plasma Pistol) — спеціалізована зброя, ефективна проти захищених силовими полями ворогів на близьких і середніх дистанціях. Можливо накопичити заряд, зробивши його набагато потужнішим і наділивши властивістю самонаведення. Повного заряду вистачає на 500 пострілів. Люди не вміють перезаряджати батарею плазмової зброї, тому, вичерпавши заряд, вона стає марною.
- Плазмова рушниця (англ. Plasma Rifle) — стандартна зброя солдатів Ковенанту, зокрема елітів. Вирізняється скорострільністю і середньою забійністю, але при довгій черзі перегрівається.
- Голкомет (англ. Needler) — стріляє напів-самонавідними тонкими кристалами, які вибухають, ігноруючи силові поля. Один кристал завдає малих ушкоджень, але кілька їх множать ушкодження. Єдина ковенантська зброя в цій грі, яку можна перезаряджати. В магазині 20 кристалів, максимальний запас складає 100.
- Паливна гармата (англ. Fuel Rod Gun)  — стріляє паливними стрижнем, який вибухає від зіткнення. Зустрічається як змонтована на техніці, так і як переносна зброя. В цій грі зброя вибухає незадовго після смерті власника (але в мультиплеєрі її можна використовувати).

### Техніка
ККОН:
- Позашляховик «Бородавочник» (англ. Warthog) — легкий автомобіль, здатний перевозити пасажира і кулеметника, озброєний стаціонарним кулеметом.
- Танк «Скорпіон» (англ. Scorpion) — ефективний як проти техніки, так і проти піхоти, може перевозити до чотирьох піхотинців, має гармату й кулемет.

Ковенант:
- Літаючий мотоцикл «Привид» (англ. Ghost) — швидкісний та озброєний скорострільною енерго-гарматою одномісний транспорт, здатний рухатися боком.
- Винищувач «Баньші» (англ. Bunshee) — маневрена одномісна техніка підтримки, оснащена плазмовою і паливною гарматами. На відміну від «Привида» не може летіти боком, зате винищувач здатний відриватися від землі на більшу відстань[1].

## Сюжет
Сюжет гри оповідає про війну людства, представленого силами Космічного Командування Об'єднаних Націй (англ. United Nations Space Command) проти спілки декількох інопланетних рас під назвою Ковенант (англ. Covenant), об'єднаних єдиною вірою і впевненістю, що люди є єретиками і їх геноцид — воля богів.
Космічний корабель ККОН «Стовп Осені» (англ. UNSC Pillar of Autumn), щоб не видати координати Землі, відлітає від однієї з основних колонії під назвою Засяг (англ. Reach, варіант — Рубіж), де людство зазнало нищівної поразки. Корабель за випадково заданими координатами опиняється біля велетенської астроінженерної споруди у вигляді кільця, на внутрішній поверхні якого розташовані моря та придатна для життя суша. «Стовп Осені» випереджають швидші судна Ковенанту і починають абордаж. Капітан Джейкоб Кіз (англ. Jacob Keyes) наказує залучити до оборони всіх бійців, серед яких і Джона-117 (Майстра Чіфа), якого пробуджує з кріосну. Оскільки корабель має дані про місцезнаходження Землі, Кіз доручає Джону-117 будь-що оборонити штучний інтелект корабля — Кортану. Слідуючи наказу, Майстер Чіф пробивається до рятувальної капсули й евакуюється на поверхню кільця разом з іншими бійцями, взявши з собою чип, на якому записана Кортана.
Після приземлення виживає лише Чіф. Він розшукує вцілілих з інших капсул i захищає їх від атак Ковенанту. Кіза захоплюють в полон, тож Чіф з іншими воїнами під керівництвом Ейвері Джонсона вирушає на його порятунок. З настанням ночі вони пробиваються до гравітаційного ліфта, яким проникають на борт ворожого корабля, що саме завис над кільцем для ремонту. Чіф визволяє Кіза, а Кортана визначає, що кільце, Гало, є святинею Ковенанту та імовірно зброєю, тому вороги не стануть використовувати там потужні сили, щоб не пошкодити Гало. Кіз доручає Майстрові Чіфу відшукати звідки Гало може керуватися. Той знаходить під поверхнею кільця приміщення з назвою Мовчазний картограф (англ. The Silent Cartographer), де довідується про розташування центру управління. Чіф подорожує до центру, де знищує ворогів та підключає Кортану до систем Гало. Кортана добуває відомості, що кільце створене прадавньою цивілізацією Предтеч (англ. Precursors), яких Ковенант шанує як богів. Однак на Гало міститься ще якась сила. Кортана радить терміново знайти Кіза і доповісти про це. Чіф починає довгий шлях назад, зустрічаючи дедалі більші ворожі сили. Врешті він приходить на місце останньої зустрічі з капітаном, але знаходить лише мертві тіла бійців.
Чіф спускається в підземелля, де з'ясовує, що Ковенант випустив заточених там істот, відомих як Потоп (англ. Flood), які ширяться поверхнею кільця, заражаючи розумних істот та перетворюючи їх на чудовиськ. Штучний інтелект кільця, 343-я Винувата Іскра (англ. 343 Guilty Spark) запускає охоронних роботів для протистояння Потопу. Цей ШІ зв'язується з Чіфом і просить добути артефакт Індекс активації, який дозволить запустити зброю Гало та знищити Потоп. Той слідує за ШІ та відшукує Індекс, борючись із Потопом і Ковенантом. Але Кортана зупиняє Чіфа від його застосування, повідомляючи про істинні цілі Винуватої Іскри. Будучи активованим, Гало знищить сировину для поширення Потопу — людей та представників Ковенанту, в радіусі 20 тисяч світлових років. ШІ кільця ставить знищення Потопу вище життя будь-яких істот і відбирає Індекс. Кортана пропонує вивести з ладу три джерела живлення Гало, щоб виграти час. Після цього вона планує підірвати реактор «Стовпа Осені», що пошкодить Гало і знищить всіх на ньому.
Дорогою до джерел живлення стає ясно, що людей майже не лишилося, а Ковенант стрімко втрачає свої позиції. Підірвати реактор неможливо без участі Кіза, на пошуки якого Чіф і вирушає. Він пеленгує сигнал капітана на кораблі Ковенанту та знову користується гравітаційним ліфтом аби потрапити на борт. Однак коли він прибуває на місце, знаходить Кіза поглиненим Потопом. Чіф вириває з трупа нейронні імпланти капітана, необхідні для підриву реактора. Поки Ковенант, Потоп та роботи Предтеч борються між собою, Майстер Чіф викрадає літак і проникає на рідний корабель.
Він перевантажує реактор «Стовпа Осені», пошкодивши системи охолодження, а Винувата Іскра намагається завадити йому. Чіф з Кортаною пробиваються до крізь Потоп і залишки сил Ковенанту до місця, де їх повинен забрати літак. Але Ковенант підбиває його, тому обоє прямують далі та за лічені хвилини до вибуху захоплюють літак-винищувач, на якому евакуюються зі «Стовпа осені». Реактор вибухає, нищачи кільце і армію Ковенанту разом з Потопом. Кортана вітає Чіфа з успішним виконанням завдання — Гало більше не загрожує людству. Чіф на це відповідає: «Ні, я думаю, все лише починається».

## Розробка
За заявами Bungie Studios, початково гра задумувалася як тактика в реальному часі, подібна до Myth, але в науково-фантастичному антуражі. За словами творців, Голлівуд розучився робити якісні науково-фантастичні фільми, тому в пошуках натхнення вони зверталися до літератури, як «Лавина» Ніла Стівенсона, «Згадай про Флеба» Ієна Бенкса та «Нейтронний алхімік» Пітера Гамільтона. Зокрема з «Пам'ятай про Флеба» було почерпнуто ідею затяжної священної війни двох космічних цивілізацій, в якій головний герой опиняється на загадковому небесному тілі, контрольованому могутньою силою. Планувалося реалізувати динамічну зміну погоди на ігрових локаціях і помістити на Гало місцевих тварин. Сценаристи задумали відпочатку зробити супутником протагоніста штучний інтелект, надихнувшись однією з попередніх ігор Bungie, Marathon (1994), де так само головному героєві допомагали ШІ в боротьбі з іншопланетянами.
Концепт-арти персонажів і техніки розробили художники Ші Кай Ванґ та Маркус Лето. Продюсером і креативним розробником став Натан Бітнер, на якого також було покладено програмування. Особлива увага приділялася багатокористувацьким сутичкам, заснованим на протистоянні загонів бійців. Провідний дизайнер Джон Говард пізніше зауважував, що набір зброї задумувався не як класичний, де наступна зброя забійніша за попередню, а як такий, де кожна зброя ефективна в певній ситуації. При цьому звичайна сучасному гравцеві зброя як дробовик, гвинтівка, контрастувала з неясною та екзотичною зброєю ворогів. В ході виставки E3 1999 гру було продемонстровано на закритій конференції, де вона вразила присутніх сюжетом та ігровим процесом. На конференції Macworld Conference & Expo 21 липня 1999 Стів Джобс оголосив, що нова гра буде одночасно випущена для платформ Mac і Windows. Бітнер зауважував, що демонстрація для Macworld використовувала виключно ресурси самої гри і запускалася на комп'ютері Apple iMac G3/400 DV SE (Процесор: 400МГц, 128 МБ ОЗП, 8МБ відеопам'яті).
На E3 2000 було показано перший публічний трейлер Halo, де демонструвався ігровий процес як шутера від третьої особи. Основна команда розробників на той час складалася з 10-и працівників. Для гри було написано 8087 рядків діалогів для використання в кат-сценах і протягом боїв, включаючи як союзницьку, так і ворожу мову. Написання музики доручили композиторам Мартіну О'Доннелу з Міхаелем Салваторі. Саундтрек налічував 26 композицій і був окремо виданий 11 червня 2002 року.
Коли Microsoft купила Bungie Studios, Halo було вирішено зробити ексклюзивом для Xbox, консолі від Microsoft, та змінити на шутер від першої особи. Натан Бітнер розіслав рекламні електронні «Листи Кортани», які мали загадковий зміст і цим підігрівали інтерес до роботи Bungie. Зокрема висувалися фанатські теорії про гру, хоча деякі стали з'являтися вже одразу після анонсу, щодо природи Гало, паралелей описаного сюжету з біблійними міфами та сюжетного зв'язку Halo з Marathon. Після виходу 15 листопада 2001 року, в липні 2002 відбувся анонс Halo для Microsoft і Mac OS з датою виходу влітку 2003.
Видавалася гра в трьох варіантах: Стандартному, Класичному і «Платиновий хіт». Стандартний містив диск і посібник з гри. Класичний видавався з причини великих продажів звичайного додатковим тиражем і відрізнявся лише іншим дизайном обкладинки. «Платиновий хіт» надійшов у продажі наступним додатковим тиражем і так само мав лише іншу обкладинку.

## Оцінки й відгуки
| Агрегатор    | Оцінка                    |
| ------------ | ------------------------- |
| GameRankings | (Xbox) 96% (PC) 86%       |
| Metacritic   | (Xbox) 97/100 (PC) 83/100 |

| Видання       | Оцінка |
| ------------- | ------ |
| Edge          | 10/10  |
| Eurogamer     | 8/10   |
| Game Informer | 9.5/10 |
| GameSpot      | 9.7/10 |
| GameSpy       | 80/100 |
| IGN           | 9.7/10 |

Старт продажів гри був дуже успішним: Halo менше, ніж за 5 місяців, була продана обсягом 1 млн копій, ставши найшвидше продаваною відеогрою шостого покоління консолей. Станом на 14 липня 2003 року, гра продалася в кількості 3 млн копій по всьому світу, і на 28 січня 2004 року досягла 4 млн. На 9 листопада 2005 року було продано понад 5 млн копій Halo.
Halo отримала схвалення критиків і гравців, зібравши оцінки на агрегаторі Metacritic у 97 балів зі 100, засновані на 68-и рецензіях професійних критиків. Вона отримала кілька нагород «Гра року», в тому числі від Academy of Interactive Arts & Sciences, Electronic Gaming Monthly, Edge та IGN. British Academy of Film and Television Arts нагородили Halo як «Найкращу консольну гру».
Сті Каррен в огляді для журналу «Edge» назвав вихід гри «найважливішим запуском гри на будь-якій консолі за всі часи» і прокоментував, що якщо GoldenEye 1997 року задала стандарти мультиплеєру, Halo її перевершила. IGN поділяли такі ж думки. З-поміж багатьох аспектів критиками особливо виділялися баланс зброї, використання керованої техніки і штучний інтелект ворогів.
При загальному позитивному сприйнятті Halo було і критиковано за дизайн рівнів. GameSpy прокоментували: «ви будете теліщитись крізь незліченні коридори і кімнати керування, що виглядають зовсім однаково, борючись з однаковими групами ворогів знову і знову…просто неприємно бачити гру з такими новаторствами, що вироджується в такого роду безглузді, повторювані дії».
Подібно Game Studies.org зауважили: «В останніх частинах гри сценарій наповнюється повтореннями і масовістю більше, ніж новинками і якістю».
Eurogamer підсумували: «Halo це загалом гра із двох частин. Перша половина швидка, захоплива, прекрасно спланована і повна несподіванок. Друга прикрашена вражаючими поворотами сюжету та величними відео, одначе „просідає“ під численними повторюваними рівнями». Halo була випущена незадовго до старту Xbox Live, і брак живих противників та контрольованих ШІ ботів було розкритиковано GameSpy; у 2003 році GameSpy зарахували Halo до списку «Топ 25-ти найбільш переоцінених ігор усіх часів».
Порт Halo на ПК зібрав змішані відгуки, отримавши 83 % на Metacritic. GameSpot зазначили, що це була «все ще чудова екшн-гра… [і] справжня класика», оцінивши порт у 9.0 балів з 10. Порт отримав 8.2 з 10 від IGN, які відзначили: «якщо ви грали в цю гру на Xbox, тут вам нічого робити».

## Зв'язок з іншими творами франшизи
Разом з продовженнями Halo 2 і Halo 3 гра Halo: Combat Evolved утворює так звану «Оригінальну трилогію Halo», присвячену участі Майстра Чіфа у війні людства з Ковенантом.
Роман Еріка Ніланда «Halo: The Fall of Reach» (2001) слугує приквелом до гри, розповідаючи зокрема про дитинство та юність Майстра Чіфа і таємницю виявлення людьми Гало. Роман «Halo: The Flood» (2003) у свою чергу є новелізацією самої гри, яка містить деякі додаткові відомості про події на Гало. «Halo: First Strike» (2003) продовжує сюжет, оповідаючи що сталося з Чіфом та іншими вцілілими бійцями після руйнування Гало, як він з Кортаною повернувся на Землю і що тим часом відбувалося на втраченій планеті Засяг.
У 2011 році було випущено перевидання під назвою Halo: Combat Evolved Anniversary, розроблене 343 Industries для Xbox 360 і Xbox One. Воно надає вдосконалену графіку, кооперативний режим, систему досягнень та додаткові відомості про сюжет і всесвіт Halo у так званих терміналах — прихованих записах, які відкривають відео про минуле того чи іншого персонажа. В 2020 році перевидання також вийшло на ПК.

## Секрети гри
- Якщо пройти гру на Легендарній складності, то кінець доповниться сценою, в якій сержант Джонсон врукопашну б'ється з елітом (точніше — намагається відібрати у того свій автомат) неподалік від «Стовпа Осені». Побачивши спалах від вибуху, він говорить еліту: «Це кінець, малий! Обійми мене». Він з елітом обнімаються і їх накриває ударна хвиля. Сцена слугує «нагородою» за проходження кампанії на Легендарному рівні складності, за сюжетом роману «Halo: First Strike» Джонсона в момент вибуху вже не було на Гало.
- Якщо на початку гри, отримавши пістолет, застрелити капітана Кійоші, то всі двері закриються, і в приміщення забіжать кілька безсмертних солдатів, які розстріляють Майстра Чіфа, «покаравши» таким чином гравця.